# Regne de Chedi
El regne de Chedi va ser un dels diversos regnes indis governats durant els primers períodes de reis Paurava i més tard pels reis Yadava a la part central del país (segles VI a III aC)
Va governat més o menys en la divisió de Bundelkhand de les regions de Madhya Pradesh al sud del riu Yamuna i al llarg del riu Betwa o Vetravati. El regne de Chedi va ser governat per Shishupala, un aliat de Jarasandha de Magadha i de Duryodhana de Kuru i rival de Vasudeva Krishna que era el fill del seu oncle. Va ser assassinat per Vasudeva Krishna durant el sacrifici Rajasuya del rei Yudhisthira Pandava. L'esposa de Bhima (el segon rei pandava) era de Chedi. La ciutat anomenada Suktimati s'esmenta com la capital de Chedi.
Com a Chedis prominents durant la guerra de Kurukshetra cal citar a Damaghosha, Shishupala, Dhrishtaketu, Suketu, Sarabha, l'esposa de Bhima, Nakula esposa de Karenumati i els fills de Dhrishtaketu. Altres chedis foren el rei Uparichara Vasu i els seus fills els reis Suvahu i Sahaja.